# Minakami
Minakami (みなかみ町?) è una cittadina giapponese della prefettura di Gunma.